# Yūto Nakamura
Yūto Nakamura (中村祐人?, Nakamura Yūto; Urayasu, 23 gennaio 1987) è un ex calciatore giapponese naturalizzato hongkonghese, di ruolo attaccante.

## Palmarès

### Club

#### Competizioni nazionali
- Hong Kong Sapling Cup: 1

Tai Po: 2016-2017